# اثر زیگارنیک

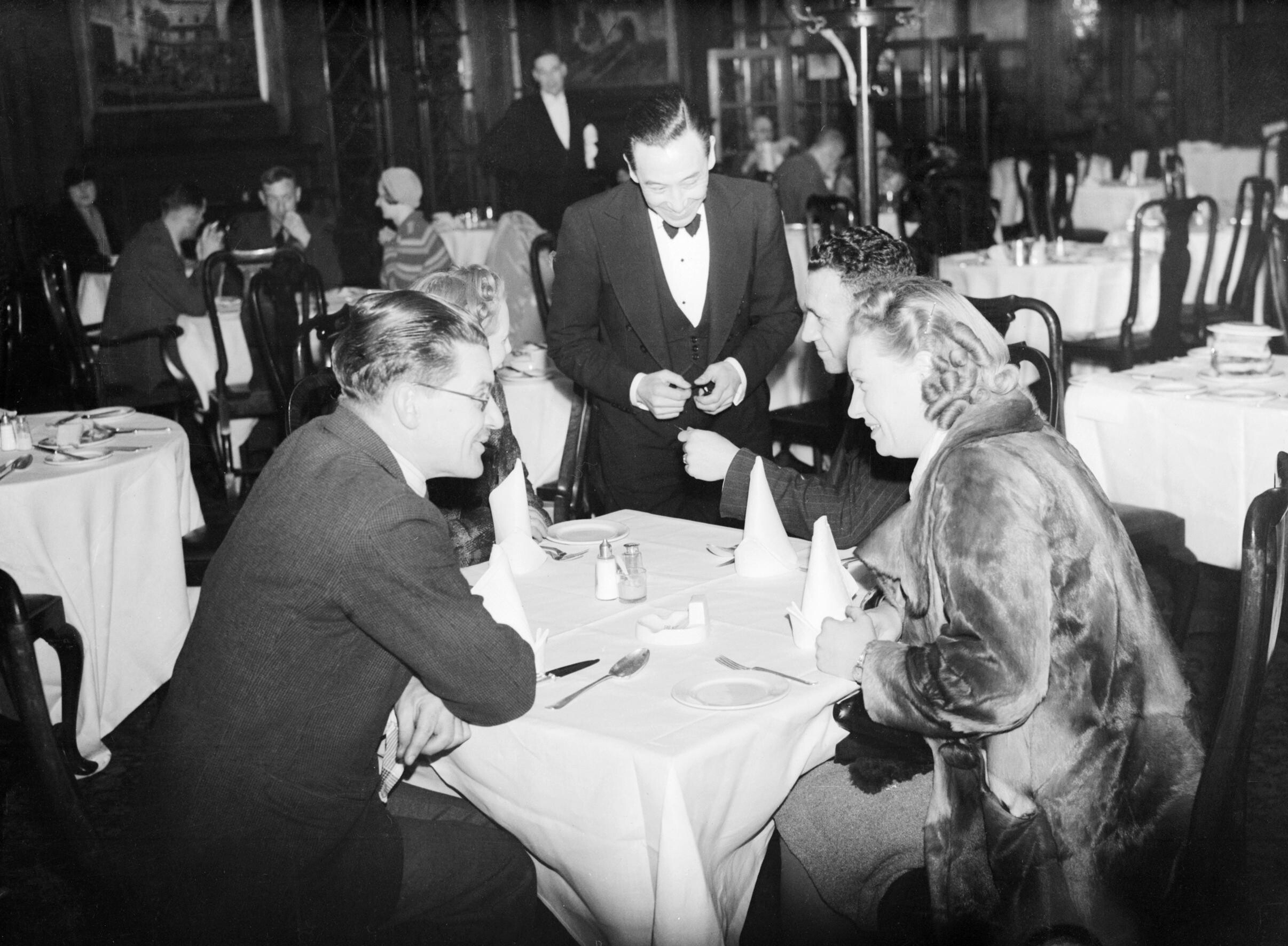
اثر زیگارنیک

اثر زیگارنیک (انگلیسی: Zeigarnik effect) در روان‌شناسی به این موضوع اشاره دارد که افراد، کارها و وظایف ناتمام را بیشتر از کارها و وظایفی که به صورت کامل انجام داده‌اند، به خاطر می‌آورند.

## آزمایش
در دهه ۱۹۲۰ روانشناس روس، بلوما زیگارنیک برای اولین بار از تماشای گارسون‌های یک رستوران به ایدهٔ این که افراد از بازگذاشتن انتهای کارها بدشان می‌آید، رسید. او مشاهده کرد که گارسون‌ها سفارشاتی که قبلاً به انجام رسانده بودند را فراموش می‌کردند و فقط به سفارش‌هایی که در حین انجام آن‌ها بودند توجه می‌کردند.
پس از مشاهده این رفتار زیگارنیک مطالعه‌ای را انجام داد. او از شرکت کنندگان در مطالعه خواست تا ۲۰ یا بیشتر کار مختلف را انجام دهند و در وسط بعضی از کارها آن‌ها را متوقف می‌ساخت. او بعد از آن متوجه شد که مطالعه شوندگان کارهایی که هنوز تمام نکرده بودند را دو برابر بیشتر از کارهایی که تمام کرده بودند به یاد می‌آوردند.
حدود ۶۰ سال پس از مطالعه زیگارنیک، کنت مک گرا و همکارانش مطالعه دیگری انجام دادند. آن‌ها شرکت کنندگان را وادار کردند تا روی پازل‌های پیچیده‌ای کار کنند؛ ولی قبل از آنکه تمام قطعات را سر جای خود بنشانند، آن‌ها را متوقف می‌کردند. آن‌ها دریافتند که حدود ۹۰ درصد شرکت کنندگانِ متوقف شده، همچنان کار روی پازل‌ها را ادامه می‌دادند.البته در  اعتبار اثر زیگارنیک تردید هایی هم وجود دارد و در برخی از تحقیقاتی که مجددا در کشورهای مختلف صورت گرفته  نتایج ضد و نقیض مشاهده شده است.

## مدیریت بهره‌وری
اثر ‌زیگارنیک در مورد این مفهوم است که افراد از اینکه کارهایی را که شروع کرده‌اند، ناتمام باقی بگذارند متنفرند و اگر کار نیمه تمام بماند ذهن فرد همچنان در گیر کار نیمه تمام است. پس اگر فردی، پروژه‌ای را شروع می‌کند، بیشتر از اینکه آن را معوق کند، علاقه دارد که به اتمامش برساند. وقتی افراد موفق می‌شوند تا کاری را آغاز کنند، بیشتر تمایل دارند تا آن را به اتمام برسانند. و به اتمام نرساندن کار تنش اضافه بر فرد وارد می کند